# Nam-gu, Gwangju
Nam-gu (koreanska: 남구) är ett av de fem stadsdistrikten i staden Gwangju i den södra delen av  Sydkorea, 270 km söder om huvudstaden Seoul.

## Administrativ indelning
Nam-gu indelas administrativt i stadsdelarna Baegun 1-dong, Baegun 2-dong, Bangnim 1-dong, Bangnim 2-dong, Bongseon 1-dong, Bongseon 2-dong, Daechon-dong, Juwol 1-dong, Juwol 2-dong, Hyodeok-dong, Sajik-dong, Songam-dong, Wolsan-dong, Wolsan 4-dong, Wolsan 5-dong och Yangnim-dong.